# جان رو
جان رو (بالفرنسية: Jean Roux)‏ هو عالم حيوانات سويسري، ولد في 5 مارس 1876 في جنيف في سويسرا، وتوفي في 1 ديسمبر 1939.